# Marek Opioła
Marek Opioła, född 24 september 1976 i Warszawa, är en polsk politiker. 
Opioła valdes in i sejmen den 25 september 2005, genom att få 5 301 röster i Płock-distrikt 16. Han tillhör partiet Lag och rättvisa.